# 石川祝男
石川 祝男（いしかわ しゅくお、1955年〈昭和30年〉4月15日 - 2024年9月9日）は、日本のゲームクリエイター、実業家。山口県岩国市出身。学位は文学士（関西大学・1978年）。栄典はレジオンドヌール勲章シュヴァリエ。
株式会社バンダイナムコゲームス（現・株式会社バンダイナムコエンターテインメント）代表取締役社長、株式会社バンダイナムコホールディングス代表取締役社長兼CEOなどを歴任した。

## 来歴

### 生い立ち
砂利の運送会社を営む家庭に生まれ、へその緒が首に巻きつく危険な状態から助産師に叩かれやっと産声を上げためでたさから、祖父により「祝男」と名付けられた。
年少期から中学時代までは岩国市で育ち、広島市の楽々園遊園地でゲーム機に親しんだ。小学3年頃に採掘市場の低迷から家業が苦境に陥った。

### 学生時代
高校時代には家業を廃業し、両親は大阪へ転居した。その際、岩国の親戚宅で1年間過ごした後、高校2年時に大阪へ移り、大阪府立登美丘高等学校に編入した。その後、関西大学文学部ドイツ文学科に入学。
大学では、実家の生活苦から「ボーナスをもらえる職業に就きたい」との思いで、教師を志望して教育実習に出るも、単位不足から教師を諦めることになった。

### ナムコ時代
教師を断念した後、就職情報誌に掲載されていた「遊びをクリエイトする」のキャッチコピーに惹かれ、大学卒業後の1978年にナムコ（現・バンダイナムコエンターテインメント）に入社。営業部に配属され、関東地方や東北地方でセールスマンを行った。
1981年に事業課へ異動し、ロボットの開発やプロモーションを担当、1986年にアーケードゲームを担当する開発二部にてゲーム開発に携わり、『カーニバル』を皮切りに『スウィートランド』や、1989年に企画・開発した『ワニワニパニック』が大ヒットしロングセラー商品となり、1991年には部長に就任した。
2002年には社内カンパニー制移行に伴い、アーケード筐体を担当する「AMカンパニー」の代表に就き、2004年にはエグゼクティブ・プロデューサーとして担当した『アイドルマスターシリーズ』が大ヒットを記録、『ドラゴンクロニクル』や『太鼓の達人』のヒットと合わせアーケード部門の業績を回復させた。

### バンダイナムコゲームス社長に就任
その後、開発担当役員としてナムコとバンダイの経営統合を推進し、2006年にはバンダイナムコグループの発足により誕生したゲーム事業会社であるバンダイナムコゲームス（現・バンダイナムコエンターテインメント）の代表取締役社長に就任した。
2009年にバンダイナムコホールディングス代表取締役社長に就任し、2010年にはバンダイナムコグループの再編計画において知的財産を生かした「IP軸戦略」を業界でいち早く取り入れた。その後、2015年に代表取締役会長に就任。2018年に会長を退き顧問となり、2019年に退任した。
会長在任中の2017年には、フランス共和国政府からレジオンドヌール勲章シュヴァリエを受章した。

### 死去
2024年9月9日に死去、訃報は同月24日に公表された。69歳没。

## 履歴

### 学歴・職歴
- 1978年（昭和53年）3月 - 関西大学文学部ドイツ文学科卒業[12]。
- 1978年（昭和53年）4月 - 株式会社ナムコ（現・株式会社バンダイナムコエンターテインメント）入社 営業部販売課配属[13]。
  - 1988年（昭和63年）10月 - 開発二部課長代理[13]。
  - 1989年（平成元年）11月 - 開発二部課長[13]。
  - 1990年（平成2年）4月 - 開発二部部長代理[13]。
  - 1991年（平成3年）1月 - 開発二部部長[13]。
  - 1991年（平成3年）8月 - EM開発部部長[13]。
  - 1993年（平成5年）2月 - EM開発部部長兼MG開発部部長[13]。
  - 1994年（平成6年）11月 - 第二開発部門担当兼EM開発部部長兼MG開発部部長兼VS開発部部長[12]。
  - 1995年（平成7年）4月 - 第二開発部門担当兼EM開発部部長兼MG開発部部長[13]。
  - 1995年（平成7年）6月 - 取締役 第二開発部門担当兼EM開発部部長兼VS開発部部長[12]。
  - 1997年（平成9年）7月 - 取締役 第二開発部門担当兼EM開発部部長[12]。
  - 1999年（平成11年）1月 - 取締役 研究開発事業管掌兼第二開発部門担当兼EM開発部部長[12]。
  - 1999年（平成11年）2月 - 取締役 研究開発事業管掌兼第二開発部門担当[12]。
  - 1999年（平成11年）6月 - 常務取締役 研究、開発、生産管掌兼第二開発部門担当[12]。
  - 2000年（平成12年）4月 - 常務取締役 研究、開発、生産管掌兼研究開発部門担当[12]。
  - 2001年（平成13年）4月 -常務取締役 研究開発部門担当兼開発戦略室室長[14]。
  - 2002年（平成14年）5月 - 常務取締役 AMカンパニープレジデント[15]。
  - 2005年（平成17年）4月 - 代表取締役副社長 コンテンツ事業管掌[16]。
- 2002年（平成14年）5月 - NAMCO AMERICA INC. 取締役会長[17]。
- 2002年（平成14年）5月 - NAMCO EUROPE LTD.（現・BANDAI NAMCO Holdings UK Ltd.）取締役会長[17]。
- 2005年（平成17年）4月 - NAMCO HOLDING CORP.（現・BANDAI NAMCO Holdings USA Inc.）取締役社長[18]。
- 2006年（平成18年）4月 - 株式会社バンダイナムコゲームス（現・株式会社バンダイナムコエンターテインメント）代表取締役社長[19]。
  - 2010年（平成22年）4月 - 代表取締役社長再任[20]。
  - 2012年（平成24年）4月 - 取締役会長[21]。
- 2006年（平成18年）6月 - 株式会社バンダイナムコホールディングス取締役[22]。
  - 2007年（平成19年）6月 - 取締役 ゲームコンテンツ戦略ビジネスユニット担当[23]。
  - 2009年（平成21年）4月 - 代表取締役社長兼CEO[24]。
  - 2015年（平成27年）6月 - 代表取締役会長兼CEO[25][26]。
  - 2018年（平成30年）4月 - 取締役会長[27][28]。
  - 2018年（平成30年）6月 - 顧問[27][28]
- 2019年（令和元年）6月 - バンダイナムコホールディングス退職[2]。

### 受賞・栄誉
- 2017年（平成29年）3月 - レジオンドヌール勲章シュヴァリエ（フランス共和国政府）[10][29]。

## 著作
- 『大ヒット連発のバンダイナムコが大切にしているたった1つの考え方』サンマーク出版、2016年10月15日。ISBN 978-4-7631-3567-4。